# Paul Alfred Merbach

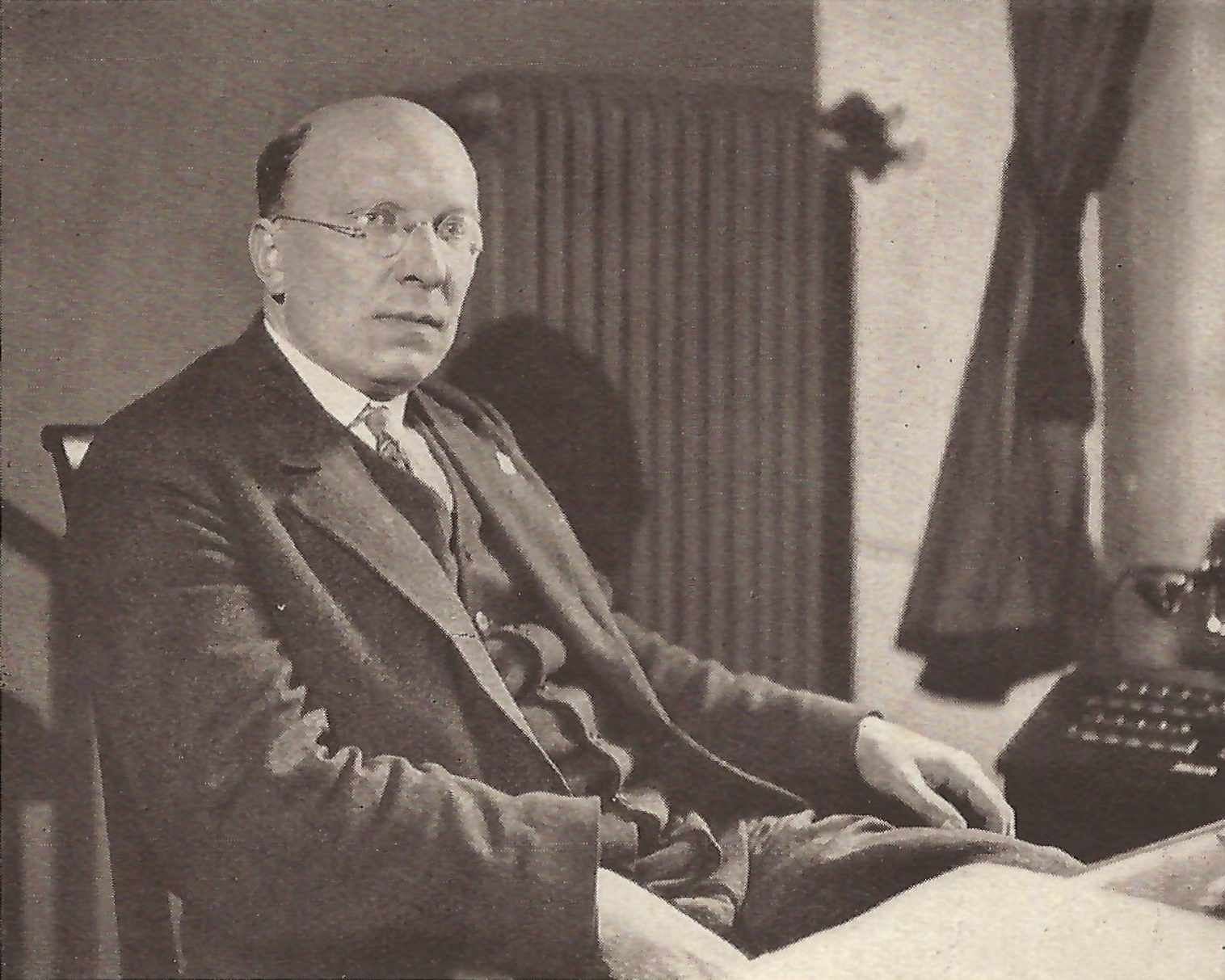
Paul Alfred Merbach (wohl 1927)

Paul Alfred Merbach (* 14. September 1880 in Dresden; † 15. August 1951 in Bad Gandersheim) war ein deutscher Schriftsteller, Dramaturg, Theaterwissenschaftler und Journalist.

## Leben und Wirken
Er war der Sohn des Geheimen Medizinalrats Paul Moritz Merbach und dessen Ehefrau Doris Charlotte Merbach geborene Fischer. Nach dem Schulbesuch studierte er an den Universitäten Leipzig und Berlin Geschichte, insbesondere Literatur- und Theatergeschichte. Von 1904 bis 1908 war er Regisseur in Nürnberg, Graudenz und Berlin. Danach lebte er als freischaffender Schriftsteller und Redakteur in Berlin. 
Am 13. Oktober 1908 heiratete er in Lichtenberg bei Berlin Anna Elisabeth Else geborene Holzhausen (1888–1948), die Tochter eines Musikers.

## Werke (Auswahl)
- J. W. Goethe. Eine Skizze als Einfuhrung in sein Leben und Werk. 1912.
- Otto von Bismarck. Ein biographischer Abriß. 1915.
- Feind im Land. Berichte und Schilderungen. 1917.
- Das deutsche Volksstück. 1921.
- Eduard Mörike (= Velhagen & Klasings Volksbücher. Band 161). Verlag von Velhagen & Klasing, Bielefeld, Leipzig 1925, urn:nbn:de:bsz:14-db-id19196186432.